# Vulpes vulpes japonica
El zorro rojo japonés (Vulpes vulpes japonica) es una subespecie del zorro rojo común (Vulpes vulpes).

## Distribución
Es endémico de Japón.